# Духовна практика

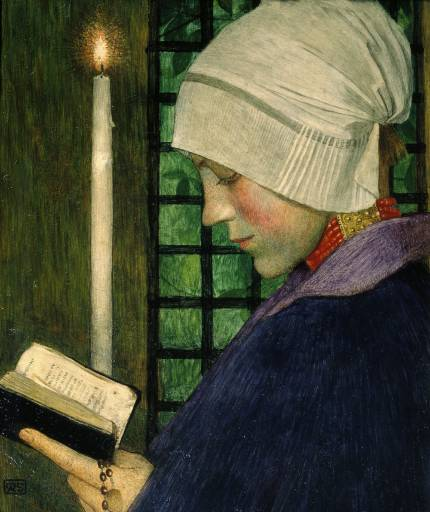
«Жінка молиться в день Стрітення», Маріанне Стоукс, 1901

Духовна практика, або духовна дисципліна — це регулярне або постійне виконання дій та заходів, метою яких є отримання духовного досвіду та культивування духовного розвитку. Загальною метафорою, яку використовують у духовних традиціях великих світових релігій, є метафора «йти дорогою»; духовна практика веде людину шляхом до мети. Мету називають по-різному: спасіння, звільнення або союз (із Богом). Людину, яка йде таким шляхом, іноді називають мандрівником або паломником.

## Християнство

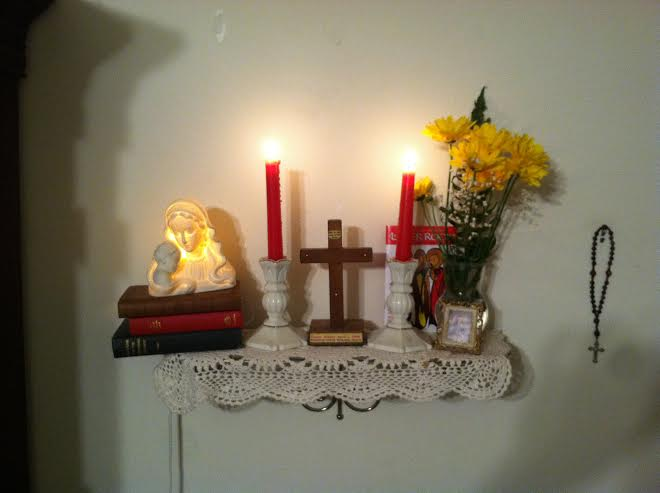
У багатьох побожних християн є домашній вівтар, за яким вони (та члени їхніх сімей) моляться та читають християнську духовну літературу, іноді стоячи на колінах під час молитви

У християнстві духовні дисципліни можуть включати: молитву, піст, особливі методи читання Біблії (Lectio Divina, тощо), регулярне відвідування богослужінь, причащання таїнств (сповідь, євхаристія, елеопомазання), ретельне дотримання Господнього дня, здійснення християнського паломництва до Святої Землі, щоденна молитва біля домашнього вівтаря, стоячи на колінах, духовне причастя, християнське чернецтво, вивчення Біблії, церковні співи, використання чоток, умертвіння плоті, християнська медитація або споглядальна молитва, милостиня, щоденне благословення із домашнім асперсоріумом, дотримання скромної моди, примирення та Лекціо Дівіна.
Духовні дисципліни також можуть включати будь-яку комбінацію з наступного: цнотливість, сповідь, піст, спілкування, ощадливість, пожертвування, керівництво, гостинність, смирення, інтимність, медитація, молитва, спокійний час, роздуми, самовладання, служіння, простота, спів, уповільнення, самотність, вивчення, покора, здача, навчання та поклоніння.
У християнському літургійному календарі є певні духовні дисципліни, пов'язані з різними періодами церковного року. Наприклад, під час Адвенту — першої літургійної пори календаря — християни багатьох конфесій готуються до настання Святих днів: щоденно моляться, відзначають Різдвяний календар та запалюють різдвяний вінок. Під час Великого посту, підготовчого періоду до Великодня, багато християн (особливо католиків, методистів та англікан) беруть участь у п'ятничному посту, богослужінні Хресної дороги, відзначають календар Великого посту та приносять великопостну жертву, наприклад, відмовляються від алкоголю та практикують тітоталізм.
Деякі християнські деномінації наголошують на певних духовних дисциплінах. Молитва на вервиці, виконання тілесних і духовних актів милосердя та здійснення актів відшкодування є духовними дисциплінами, які шанують у Католицькій Церкві. У русі методистів справи милосердя та справи благочестя є невід’ємними духовними дисциплінами, які стосуються освячення людини. Релігійна спілка друзів (також відомі як квакери) практикує тихе богослужіння, яке переривається голосним. Квакери майже не мають віросповідання чи доктрини, тому їхні практики складають значну частину їхньої групової ідентичності.
Відомий дослідник християнських духовних дисциплін Річард Фостер підкреслив, що християнська медитація зосереджена не на спорожненні розуму чи себе, а радше на наповненні розуму чи себе Богом.

## Іслам
Духовні практики в ісламі практикують у межах намазу (ритуальної молитви), під час якого мусульмани вгамовують усі думки та зосереджуються виключно на Аллаху, а також через інші форми поклоніння, такі як піст і хадж. У течії суфістів відомі такі практики, як зікр, муракаба та суфійські кружляння.

## Юдаїзм
До єврейських духовних практик належать молитви (включаючи Шему та Аміду), читання благословень, єврейська медитація, вивчення Тори, дотримання дієтичних законів кашруту, дотримання Шабату, посту, практики тешува, дарування цдаки та здійснення вчинків милосердя. Кавана — це скерування серця до досягнення вищих споглядальних думок і внутрішньої сили.
Різні єврейські рухи протягом історії заохочували низку інших духовних практик. Рух Мусар, наприклад, заохочує різноманітні медитації, «кероване споглядання» і вправи співу. Певні пори року асоціюють із певними духовними практиками, включно з практикою тешува під час Елюля та Високих святкових днів, а також іншими практиками, пов'язаними з єврейськими святами.

## Буддизм
У буддистській школі Тгеравада загальним терміном для духовного вдосконалення є бхавана. Палійське слово «йога», що є центральним у багатьох ранніх буддійських текстах, часто перекладають як «духовна практика». У бірманській буддійській традиції авгатха— це шаблонна молитва, яку читають, аби ініціювати акти буддійської відданості, включаючи поклон Будді та буддійським монахам. У дзен-буддизмі духовними практиками вважають медитацію (відома як дзадзен), написання віршів (особливо хайку), живопис, каліграфію, аранжування квітів, японську чайну церемонію та догляд за садами дзен. Корейську чайну церемонію також вважають духовною.

## Індуїзм
В індуїзмі головна практика розвитку духовності — садхана. Поширеними практиками є джапа — мовчазне або звукове повторення мантри — та пуджа. Священні тексти індуїзму  рекомендують для досягнення спасіння чотири типи йоги: Мокша-Джняна йога, Бгакті-йога, Карма-йога та Раджа-йога.
Тантричні практики є спільними між індуїзмом і деякими буддійськими (особливо тибетськими) школами, і передбачають навмисне використання земного (мирського, фізичного або матеріального) для доступу до надземного (духовного, енергетичного або містичного).

## Віра Бахаї
Віра Бахаї має два типи молитви: обов’язкова та віддана (загальна). Обидва типи молитви складені з благоговійних слів, звернених до Бога, і акт молитви є одним із найважливіших законів Бахаї для індивідуальної дисципліни.